# Essai de vieillissement d'un bitume au RTFOT
L’essai RTFOT (Rolling Thin Film Oven Test) est un essai de laboratoire qui permet de caractériser le vieillissement des bitumes. Rolling Thin Film Oven a été inventé par James Cox, qui plus tard a créé James Cox & Sons, Inc. en Californie.

## Finalité
Dans le cadre de la fabrication de matériaux enrobés à chaud pour le revêtement d’une route, les granulats chauffés aux environs de 160 °C sont mis en contact avec le bitume chaud qui se répartit en film mince autour du granulat, favorisant ainsi un vieillissement du liant. L’oxydation chimique est violente car l’apport énergétique est intense (température et oxygène de l’air). L’essai RTFOT est employé pour permettre de caractériser ce type de vieillissement des bitumes car il reproduit assez bien l’oxydation et les pertes de matières volatiles qui apparaissent dans la centrale d’enrobage et lors de la mise en œuvre.

## Description

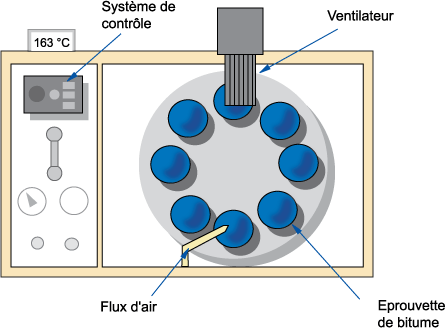
Représentation du RTFOT (vue de face de l'intérieur du four)

En référence à la norme européenne EN 12607-1, l’essai RTFOT comprend huit bouteilles de verre contenant chacune 35 g de bitume, disposées dans un contenant en rotation, à l'intérieur d'un four. Un flux d’air chaud dont le débit est contrôlé est insufflé dans chacune des bouteilles. Pendant l’essai, le bitume se répartit en films relativement minces plaqués sur la paroi intérieure de chaque bouteille, à une température de 165 °C pendant 75 min.
L’essai permet d’exposer tout le bitume à la chaleur et à l’air pulsé, et le mouvement continu du dispositif permet d’être sûr qu’aucune peau ne se développe à la surface du bitume pour le protéger.
On mesure ensuite les propriétés habituelles sur le liant vieilli : pénétrabilité et de ramollissement bille et anneau (TBA). Ces valeurs, dites "après RTFOT", sont alors comparées aux valeurs initiales. Elles sont plus proches de celles du liant extrait de l’enrobé que de celles obtenues sur le bitume d’origine.

## Normalisation
L’essai RTFOT a été normalisé aux États-Unis dans la norme ASTM D 2872 et en Europe sous le  code EN 12607-1 .

## Autres essais similaires de vieillissement du bitume
Deux autres essais similaires ont été normalisés en Europe :
- L’essai Thin Film Oven Test (TFOT) - EN 12607-2 [4] :

Dans le TFOT, un échantillon de bitume de 50 ml est placé dans un récipient plat de 140 mm de diamètre pour former un film d'épaisseur de 3,2 mm. Deux ou plusieurs de ces récipients sont ensuite placés dans une enceinte tournant à la vitesse de 5 à 6 tr/min dans un four à la température de 163 °C pendant 5 h. 
Le TFOT a été adopté par l'administration américaine AASHTO en 1959 et par l'ASTM en 1969 (ASTM D1754) comme un moyen pour évaluer le durcissement du bitume pendant le mélange en usine. Néanmoins la principale critique portée au TFOT est que le durcissement ne porte que sur la "peau" de l'échantillon de bitume, car le bitume n'est pas agité ni mis en rotation pendant le test (contrairement au RTFOT).
- L’essai Rotating Flask Test (RFT), EN 12607-3 [6].